# Maciej Mitera
Maciej Andrzej Mitera (ur. 19 marca 1973 w Łodzi) – polski sędzia, urzędnik państwowy i nauczyciel akademicki, doktor nauk prawnych, w latach 2018–2021 członek prezydium i rzecznik prasowy Krajowej Rady Sądownictwa.

## Życiorys
Absolwent Wydziału Prawa i Administracji Uniwersytetu Warszawskiego. W 2015 obronił na Wydziale Prawa Uniwersytetu w Białymstoku pracę doktorską z zakresu historii prawa pt. „Położenie prawne obywateli II RP w Generalnej Guberni w świetle rozporządzeń Hansa Franka” (została ona później opublikowana pod zmienionym tytułem jako książka). Został nauczycielem akademickim, specjalizującym się w prawie i procesie karnym. Prowadził wykłady dla aplikantów oraz w Krajowej Szkole Sądownictwa i Prokuratury.
W 1999 zdał egzamin sędziowski, następnie został asesorem w Wydziale Karnym Sądu Rejonowego dla miasta stołecznego Warszawy. W 2003 został powołany przez Prezydenta RP na sędziego. W latach 2006–2011 i 2016–2018 był delegowany do Ministerstwa Sprawiedliwości. Początkowo był głównym specjalistą w Departamencie Organizacyjnym oraz pełnomocnikiem ministra w postępowaniach przed sądami. Od 2011 orzekał w Sądzie Rejonowym dla Warszawy-Woli, początkowo w sprawach o przestępstwa, później o wykroczenia. W latach 2012–2013 sprawował jednocześnie funkcję prezesa klubu sportowego Tarnovia Tarnów. W 2016 przeszedł do pracy w Departamencie Legislacyjnym Ministerstwa Sprawiedliwości. W lutym 2018 powołany na prezesa Sądu Rejonowego Warszawy Śródmieście.
6 marca 2018 został wybrany przez Sejm w skład Krajowej Rady Sądownictwa na czteroletnią kadencję (z rekomendacji klubu Kukiz’15). 27 kwietnia tego samego roku zasiadł w prezydium KRS i objął funkcję jej rzecznika prasowego.
14 stycznia 2021 został odwołany z funkcji rzecznika prasowego KRS i członka prezydium Rady. Zakończył zasiadanie w KRS w 2022 w związku z upływem kadencji.
Powtórnie żonaty, ma dwoje dzieci.